# Afrika-Cup 1974/Qualifikation
Insgesamt 29 Mannschaften meldeten sich zur Teilnahme am Afrika-Cup 1974 in Ägypten.
Die Qualifikation ging über drei KO-Runden. Fünf Mannschaften traten zur Qualifikation nicht an. Gastgeber und Titelverteidiger waren von den Qualifikationsspielen befreit.

## Qualifikationsspiele
Vorausscheidung
| Datum          |                              | Gesamt |                                                            | Hinspiel | Rückspiel |
| -------------- | ---------------------------- | ------ | ---------------------------------------------------------- | -------- | --------- |
|                | Zentralafrikanische Republik |        | Gabun \|align="center" colspan="2" \| Gabun zurückgez.     |          |           |
|                | Sierra Leone                 |        | Dahomey \|align="center" colspan="2" \| Dahomey zurückgez. |          |           |
| 12./27.08.1973 | Somalia                      | 2:5    | Uganda                                                     | 2:0      | 0:5       |

Erste Hauptrunde
| Datum          |                                | Gesamt          |                                                          | Hinspiel | Rückspiel |
| -------------- | ------------------------------ | --------------- | -------------------------------------------------------- | -------- | --------- |
| 16./30.09.1973 | Obervolta                      | 1:9             | Zaire                                                    | 0:5      | 1:4       |
|                | Kamerun                        |                 | Niger \|align="center" colspan="2" \| Niger zurückgez.   |          |           |
| 16./30.09.1973 | Zentralafrikanische Republik * | 5:4             | Elfenbeinküste                                           | 4:2      | 1:2       |
| 16./30.09.1973 | Ghana                          | 3:3 (?:? i. E.) | Senegal                                                  | 3:2      | 0:1       |
| 16./30.09.1972 | Sierra Leone                   | 3:5             | Mali                                                     | 1:1      | 2:4       |
|                | Guinea                         |                 | Togo \|align="center" colspan="2" \| Togo zurückgez.     |          |           |
| 16./30.09.1972 | Äthiopien                      | 2:4             | Tansania                                                 | 2:1      | 0:3       |
| 16./30.09.1972 | Lesotho                        | 1:5             | Mauritius                                                | 0:0      | 1:5       |
| 16./30.09.1972 | Uganda                         | 3:1             | Kenia                                                    | 1:0      | 2:1       |
|                | Algerien                       |                 | Libyen \|align="center" colspan="2" \| Libyen zurückgez. |          |           |
| 16./30.09.1972 | Nigeria                        | 3:2             | Sudan                                                    | 1:1      | 2:1       |
| 16./30.09.1972 | Sambia                         | 4:3             | Madagaskar                                               | 3:1      | 1:2       |

Zweite Hauptrunde
| Datum             |          | Gesamt          |                | Hinspiel | Rückspiel |
| ----------------- | -------- | --------------- | -------------- | -------- | --------- |
| 28.10./11.11.1973 | Kamerun  | 2:3             | Zaire          | 2:1      | 0:2       |
| 28.10./11.11.1973 | Ghana    | 0:4             | Elfenbeinküste | 0:3      | 0:1       |
| 28.10./11.11.1973 | Mali     | 3:3 (?:? i. E.) | Guinea         | 2:2      | 1:1       |
| 28.10./11.11.1973 | Tansania | 1:1 (?:? i. E.) | Mauritius      | 1:1      | 0:0       |
| 28.10./11.11.1973 | Uganda   | 3:2             | Algerien       | 2:1      | 1:1       |
| 28.10./11.11.1973 | Sambia   | 7:4             | Nigeria        | 5:1      | 2:3       |

automatisch qualifiziert:
- Volksrepublik Kongo (Titelverteidiger)
- Ägypten (Gastgeber)